# Championnat du monde de polo 2015
Navigation
Édition précédente Édition suivante
Le championnat du monde de polo 2015, dixième édition du championnat du monde de polo, a eu lieu du 27 mars au 1er avril 2015 au Chili.

## Résultats

### Première phase
| Date    | Groupe   | Équipe 1   | Équipe 2   | Score   |
| ------- | -------- | ---------- | ---------- | ------- |
| 27 mars | Groupe A | Chili      | Angleterre | 10 - 09 |
| 27 mars | Groupe B | Argentine  | Brésil     | 08 - 09 |
| 28 mars | Groupe A | Angleterre | Pakistan   | 13 - 06 |
| 28 mars | Groupe B | États-Unis | Argentine  | 11 - 10 |
| 29 mars | Groupe A | Pakistan   | Chili      | 10 - 11 |
| 29 mars | Groupe B | Brésil     | États-Unis | 07 - 09 |

Groupe A
| Pays       | G | P | BP | BC | Dif | Points |
| ---------- | - | - | -- | -- | --- | ------ |
| Chili      | 2 | 0 | 21 | 19 | +2  | 4      |
| Angleterre | 1 | 1 | 22 | 16 | +6  | 2      |
| Pakistan   | 0 | 2 | 16 | 24 | -8  | 0      |

Groupe B
| Pays       | G | P | BP | BC | Dif | Points |
| ---------- | - | - | -- | -- | --- | ------ |
| États-Unis | 2 | 0 | 20 | 17 | +3  | 4      |
| Brésil     | 1 | 1 | 16 | 17 | -1  | 2      |
| Argentine  | 0 | 2 | 18 | 20 | -2  | 0      |

### Phase finale
|  | Demi-finales | Demi-finales | Demi-finales |    |  | Finale | Finale | Finale |  |  |  |  |  |  |  |
|  |              |              |              |    |  |        |        |        |  |  |  |  |  |  |  |
|  |              |              |              |    |  |        |        |        |  |  |  |  |  |  |  |
|  |              |              |              |    |  |        |        |        |  |  |  |  |  |  |  |
|  | Chili        | 11           |              |    |  |        |        |        |  |  |  |  |  |  |  |
|  | Chili        | 11           |              |    |  |        |        |        |  |  |  |  |  |  |  |
|  | Brésil       | 10           |              |    |  |        |        |        |  |  |  |  |  |  |  |
|  | Brésil       | 10           | Chili        | 12 |  |        |        |        |  |  |  |  |  |  |  |
|  |              |              |              |    |  |        |        |        |  |  |  |  |  |  |  |
|  |              | États-Unis   | 11           |    |  |        |        |        |  |  |  |  |  |  |  |
|  | Angleterre   | États-Unis   | 11           | 9  |  |        |        |        |  |  |  |  |  |  |  |
|  | Angleterre   |              |              | 9  |  |        |        |        |  |  |  |  |  |  |  |
|  | États-Unis   | 15           |              |    |  |        |        |        |  |  |  |  |  |  |  |